# Patsi
Patsi är en ort i Komorerna. Den ligger i distriktet Anjouan, i den centrala delen av landet, 140 km öster om huvudstaden Moroni. Patsi ligger 284 meter över havet och antalet invånare är 1 498. Den ligger på ön Anjouan.
Terrängen runt Patsi är varierad. Havet är nära Patsi åt nordväst. Runt Patsi är det tätbefolkat, med 790 invånare per kvadratkilometer. Närmaste större samhälle är Moutsamoudou, 4,3 km väster om Patsi. I omgivningarna runt Patsi växer i huvudsak städsegrön lövskog.